# Enfantillages, les 10 ans
Albums de Aldebert
Enfantillages 3 Enfantillages 4
Enfantillages, les 10 ans (ou 10 ans d'Enfantillages !) est le douzième album d'Aldebert, sorti le 16 novembre 2018. Dans cet album édité à l'occasion des 10 ans de la sortie du premier Enfantillages (octobre 2008), Aldebert reprend plusieurs de ses titres accompagnés d'invités.
Pour accompagner l'anniversaire et la sortie de l'album, une émission intitulée Bienvenue chez Aldebert est diffusée en première partie de soirée sur France 4 le 14 décembre 2018.
La chanson Poussez-vous les moches ! met en scène l'héroïne de la série de bandes dessinées Mortelle Adèle.

## Liste des pistes
1. J'ai 10 ans avec Tous les invités
2. Rentrée des classes avec Pierre-François Martin-Laval et Isabelle Nanty
3. Le Nécessaire avec Les Innocents
4. Pour louper l’école avec Kids United Nouvelle Génération
5. Poussez-vous les moches ! avec Mortelle Adèle
6. Pépette avec Claudio Capéo
7. J’ai peur du noir avec Gauvain Sers
8. Du (très) gros son avec Dagoba et Vincent Peignart-Mancini d’AqME
9. Tombé du ciel (au piano) avec Nathalie Miravette
10. Aux âmes citoyens avec Brigitte
11. Les Amoureux (à huit violoncelles) avec Claire Keim
12. Super mamie avec Nono Krief
13. Maman Noël avec Sylvain Duthu
14. Hyperactif (Live)
15. La Vie d’écolier (Live)
16. Joli Zoo (Live)
17. La vie c'est quoi ? (Live) avec Malou